# Miagrammopes maigsieus
Miagrammopes maigsieus är en spindelart som beskrevs av Alberto Barrion och James A. Litsinger 1995. Miagrammopes maigsieus ingår i släktet Miagrammopes och familjen krusnätsspindlar.
Artens utbredningsområde är Filippinerna. Inga underarter finns listade i Catalogue of Life.